# Liste des monuments historiques de Paris
Cet article recense les monuments historiques de Paris, en France.

## Statistiques
Au 30 juillet 2025, Paris compte 1 885 édifices comportant au moins une protection au titre des monuments historiques, dont 455 sont classés et 1 528 sont inscrits. Le total des monuments classés et inscrits est supérieur au nombre total de monuments protégés car plusieurs d'entre eux sont à la fois classés et inscrits.
Paris est à la fois le département et la commune comportant le plus de monuments protégés[réf. nécessaire] : la Gironde, 2e département par nombre de protections, en compte 1 088 au 30 juillet 2025. Paris concentre également la moitié des monuments historiques d'Île-de-France, bien que n'en occupant que 0,9 % de la superficie[réf. nécessaire].
La liste des monuments historiques de Paris est constituée de vingt pages, chacune étant dédiée à un arrondissement :

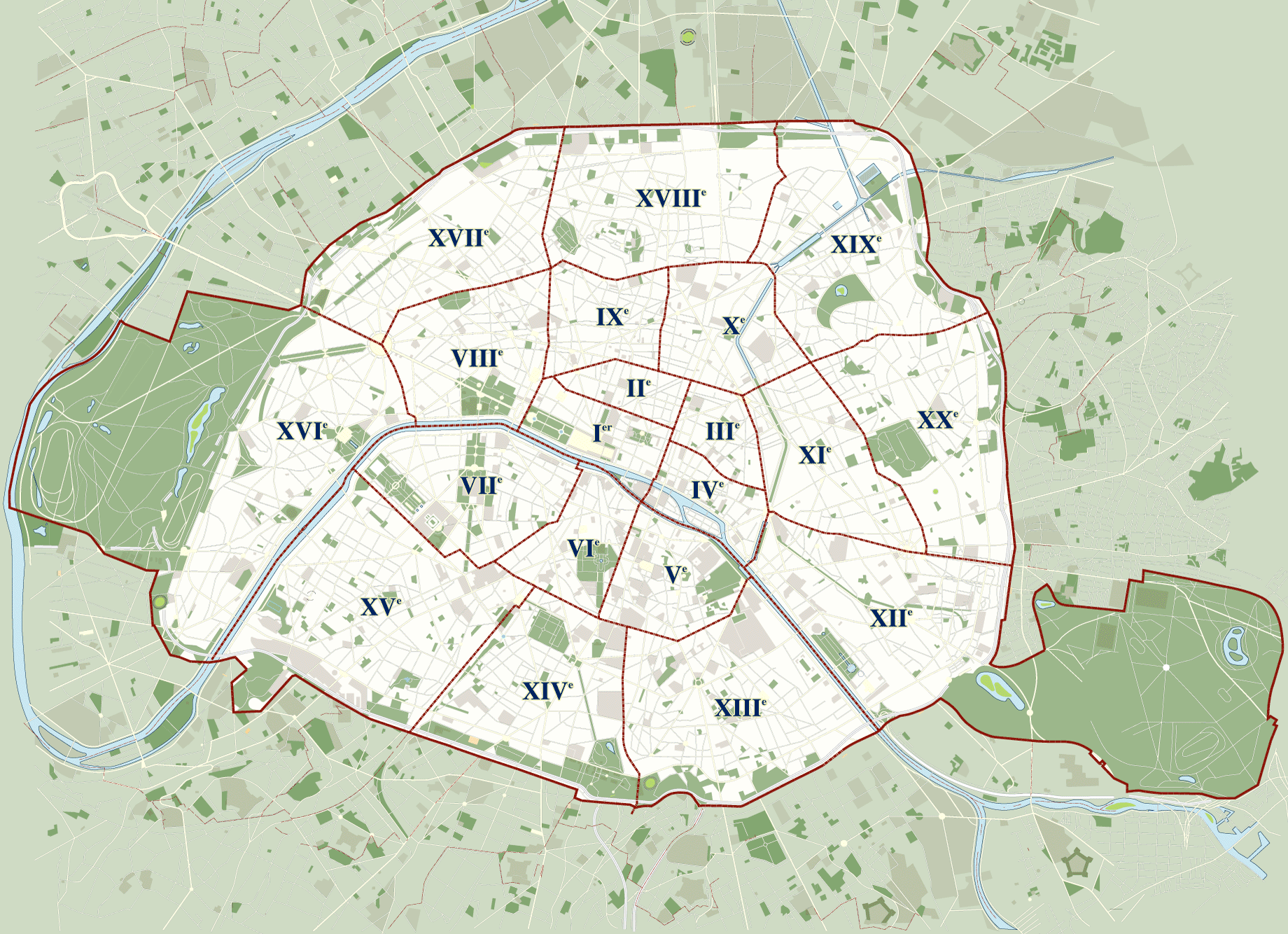
Carte des arrondissements de Paris.

| Arrondissements | Édifices, |
| --------------- | --------- |
| 1er             | +247,     |
| 2e              | +115,     |
| 3e              | +144,     |
| 4e              | +256,     |
| 5e              | +108,     |
| 6e              | +196,     |
| 7e              | +145,     |
| 8e              | +114,     |
| 9e              | +131,     |
| 10e             | +056,     |
| 11e             | +047,     |
| 12e             | +034,     |
| 13e             | +026,     |
| 14e             | +064,     |
| 15e             | +029,     |
| 16e             | +073,     |
| 17e             | +024,     |
| 18e             | +034,     |
| 19e             | +024,     |
| 20e             | +019,     |

## Dates
À la différence des autres départements français métropolitains, aucun édifice parisien (ou même de l'ancien département de la Seine) ne figure sur la première liste de protection, en 1840.